# Charlottesville
Charlottesville è una città degli Stati Uniti d'America, in Virginia. Si trova nella contea di Albemarle, di cui è il capoluogo, ma è una città indipendente.  Il Bureau of Economic Analysis ha unificato la città di Charlottesville con la Contea di Albemarle ai fini statistici.
Al censimento del 2020 la popolazione era di 46 553 abitanti.

## Storia
È così nominata in onore di Carlotta di Meclemburgo-Strelitz, la regina consorte del Re Giorgio III del Regno Unito. Fu fondata nel 1762. Nei pressi di Charlottesville è situato il Monticello, la residenza di Thomas Jefferson, uno dei fondatori degli Stati Uniti, che vi morì nel 1826. A Jefferson è dovuta anche la costituzione della locale Università della Virginia. L'UNESCO ha classificato entrambi gli edifici come Patrimonio dell'umanità.
A Charlottesville abitò anche un altro presidente statunitense, James Monroe, celebre per aver formulato la famosa Dottrina Monroe. Oltre ai due presidenti, a causa del buon clima e della relativa vicinanza di Washington abitarono o abitano a Charlottesville un centinaio di persone famose. La città è salita alle cronache a causa dell'incidente ivi subito da uno di questi, l'attore Christopher Reeve, conosciuto per aver impersonificato Superman nell'omonimo film.

## Disordini causati dai gruppi neo-nazisti del 2017
Il 12 agosto 2017, a causa di una manifestazione dell'estrema destra e gruppi simili, si sono verificati parecchi incidenti e una contro manifestante, Heather Heyer, ha perso la vita dopo essere stata investita.
I manifestanti erano membri dell'estrema destra e dell'alt-right, neo-Confederati, nazionalisti bianchi del Ku Klux Klan, neonazisti e varie milizie di destra. I manifestanti cantavano slogan razzisti e antisemiti, portavano fucili semiautomatici, svastiche, simboli nazisti (come la runa odale, il sole nero e la croce di ferro), i valknut, le bandiere confederate, le croci Deus Vult, le bandiere e altri simboli di vari gruppi anti-musulmani e antisemiti. Gli obiettivi dichiarati dagli organizzatori includevano l'unificazione del movimento nazionalista bianco americano e l'opposizione alla rimozione di una statua di Robert E. Lee dall'Emancipation Park di Charlottesville.
Il raduno è avvenuto nel momento storico susseguito alle polemiche generate dalla rimozione dei monumenti confederati in tutto il paese in risposta alla sparatoria della chiesa di Charleston nel 2015. L'evento è diventato violento dopo che i manifestanti si sono scontrati con gli estremisti di sinistra (Antifa, Redneck Rebels e altri), generando oltre 30 feriti. La mattina del 12 agosto, il governatore della Virginia Terry McAuliffe dichiarò lo stato di emergenza, affermando che la sicurezza pubblica non poteva essere salvaguardata senza ulteriori poteri. Nel giro di un'ora, la polizia statale della Virginia dichiarò il raduno come illegale. Verso le 13:45, un suprematista bianco ha lanciato la sua auto contro una folla di contro-manifestanti a circa 800 metri dal luogo del raduno, uccidendo Heather Heyer e ferendo 19 persone. Il presunto autore James Alex Fields Jr., è stato arrestato e accusato di omicidio di secondo grado.
Nel dicembre 2017, le accuse sono state per omicidio di primo grado. Il procuratore generale Jeff Sessions descrisse l'attacco come terrorismo interno ai danni dei contro-manifestanti, e le autorità iniziarono un'indagine sui diritti civili. Il 27 giugno 2018, James Alex Fields Jr. è stato accusato di più reati di odio.
Le dichiarazioni del presidente Donald Trump sui fatti di Charlottesville hanno scatenato una serie di reazioni negative. Nella sua dichiarazione iniziale sulla manifestazione, Trump non ha esplicitamente denunciato i suprematisti bianchi, condannando invece "l'odio, il bigottismo e la violenza da molte parti". La sua affermazione e le sue successive rettifiche, in cui si riferiva anche a "persone perbene da entrambe le parti", sono state viste dai critici come un'implicita equiparazione tra i manifestanti suprematisti bianchi e le contro-manifestazioni antirazziste, e sono state interpretate da molti come una manifestazione di solidarietà con la causa suprematista. Il Comitato nazionale repubblicano ha invece condannato esplicitamente gli eventi di Charlottesville. Il NAACP ha chiesto al Presidente di allontanare dalla sua cerchia di collaboratori Steve Bannon, figura di spicco dell'alt-right americana ed ex membro del Consiglio per la sicurezza nazionale. Solo in una seconda dichiarazione il presidente ha esplicitamente condannato il razzismo e il suprematismo bianco, definendoli "ripugnanti".
Gli scontri hanno scatenato una reazione contro gruppi bianchi di supremazia in tutti Stati Uniti. Nel primo anniversario della manifestazione, l'11 e il 12 agosto 2018, è stato organizzato un nuovo raduno dei suprematisti bianchi a Washington: parallelamente, sia nella capitale statunitense che a Charlottesville, ha avuto luogo una manifestazione commemorativa per la vittima degli scontri del 2017.

## Amministrazione

### Gemellaggi
Charlottesville è gemellata con 4 città:
- Poggio a Caiano
- Besançon
- Pleven
- Winneba